# Mariano Martín
Mariano Martín (Dueñas, Palencia, 20 de octubre de 1919 - Cabrils, Barcelona, 9 de septiembre de 1998) fue un futbolista español de los años 40. Destacó como delantero centro en el Fútbol Club Barcelona, club en el que militó durante nueve temporadas, entre 1939 y 1948.

## Biografía
Está considerado uno de los mejores delanteros centro que ha tenido el Barcelona en toda su historia: en sus siete temporadas como jugador barcelonista disputó un total de 150 partidos en los que marcó 123 goles: un promedio de 0,82 goles por partido. Estas cifras lo sitúan, como el sexto máximo goleador de la historia del club. Su rapidez, fuerza y olfato de gol propiciaron que la prensa deportiva de los años 40 lo bautizara con el apodo de "La furia del área". 
Obtuvo el trofeo "Pichichi" en una ocasión, como máximo goleador de la Liga española de fútbol de la temporada 1942/43, en la que marcó un total de 30 goles en 23 partidos. Otras fuentes dicen que los goles que consiguió fueron 32.
En su etapa barcelonista colaboró con goles decisivos a que el F. C. Barcelona ganase los campeonatos de Liga de las temporadas 1944/45 y 1947/48, y la Copa del Generalísimo de la temporada 1941/42.
En 1942, con sólo 22 años de edad, debutó en la Selección nacional de fútbol de España, de la que sería el delantero centro titular hasta 1946.
El 28 de febrero de 1944, con 25 años de edad y en la cúspide de su carrera, sufrió una gravísima lesión de ligamentos en la rodilla que truncó su carrera deportiva. La lesión tuvo lugar en el transcurso de un partido amistoso entre las selecciones de Cataluña y Valencia, en la que Martín defendía al conjunto catalán. Después de la lesión ya no volvió a ser el mismo, y el Barcelona, ante la progresión de su otro delantero, César, optó por dar la baja a Mariano Martín en 1948.
Martín fichó entonces por el Gimnàstic de Tarragona, en el que jugó cinco temporadas hasta que en 1950 fichó por la Unió Esportiva Sant Andreu de Barcelona, en el que acabó su carrera deportiva.

## Clubs
- Peña Font de Barcelona: -1936.
- Unió Esportiva Sant Andreu de Barcelona: 1936-1939.
- F. C. Barcelona: 1939-1948.
- Gimnàstic de Tarragona: 1948-1950.
- Unió Esportiva Sant Andreu de Barcelona: 1950-1951.

## Títulos

### Club
- 2 Liga española de fútbol: Temporada 1944/45 y 1947/48 con el F. C. Barcelona.
- 1 Copa del Generalísimo: 1942, con el F. C. Barcelona.
- 1 Copa Eva Duarte: 1948, con el F. C. Barcelona.

### Individuales
- 1 Trofeo Pichichi, temporada 1942/43, en la que marcó un total de 32 goles.